# Lindt & Sprüngli

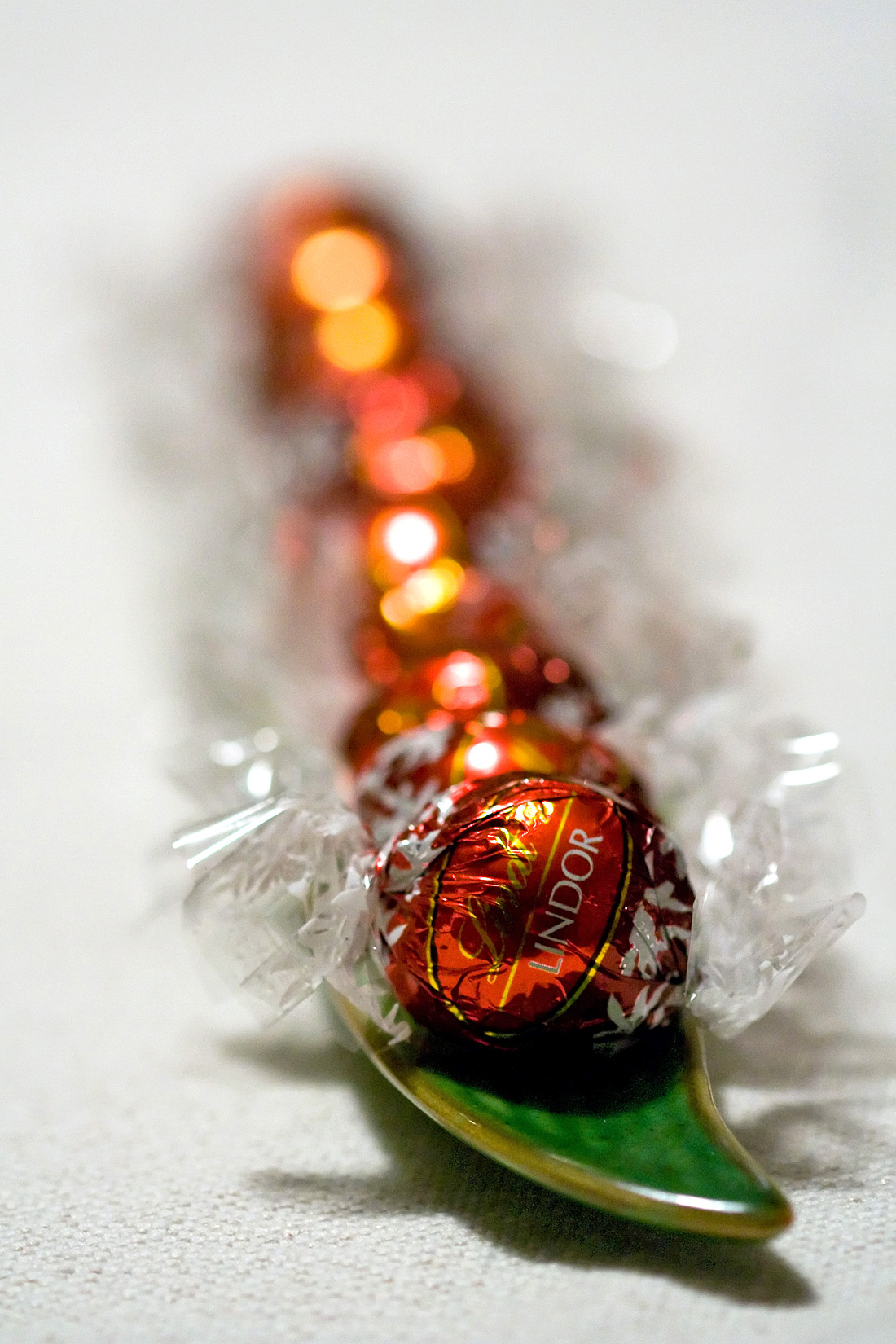
Lindor

Chocoladefabriken Lindt & Sprüngli AG – szwajcarskie przedsiębiorstwo zajmujące się produkcją wyrobów cukierniczych, głównie czekolady. Siedziba przedsiębiorstwa znajduje się w Kilchberg, w kantonie Zurych.
Przedsiębiorstwo powstało w 1845 roku pod nazwą Sprüngli & Sohn. Od 1986 roku spółka jest notowana na giełdzie papierów wartościowych SIX Swiss Exchange.